# Windows Media Audio
Windows Media Audio (WMA) – format kompresji dźwięku stworzony przez Microsoft. W zamierzeniach producenta ma konkurować z formatem MP3.

## Opis
Powodem stworzenia WMA mogły być konflikty patentowe z Fraunhofer Institute - twórcą formatu MP3, dotyczące dołączania kodeka MP3 do systemu Windows. Według Microsoftu WMA zapewnia jakość dźwięku znacznie lepszą niż MP3, a początkowo Microsoft twierdził nawet, że WMA dorównuje jakości płyty CD przy bitrate równym 64 kb/s. 
Niezależne testy odsłuchowe pokazały, że choć WMA przy bitrate 96 kb/s i niższym brzmi nieco lepiej niż MP3, to jednak przy wysokim bitrate oferuje zauważalnie gorszą jakość dźwięku. Kodek w żadnym wypadku nie dorównuje jakości płyty CD przy 64 kb/s.
Wraz z Windows Media Player 9 Microsoft zaprezentował nowe kodeki z rodziny WMA: WMA 9 Professional (obsługujący dźwięk wielokanałowy), WMA 9 Lossless (bezstratny) i WMA 9 Voice (zoptymalizowany do przesyłania głosu przy bardzo niskim bitrate). Wszystkie trzy nie są wstecznie kompatybilne.